# AAW Women's Championship
El AAW Women's Championship (Campeonato Femenino de AAW, en español) es un campeonato femenino de lucha libre profesional creado y utilizado por la empresa independiente estadounidense AAW Wrestling donde es el campeonato de mayor importancia. El campeonato se creó el 2 de diciembre de 2017, realizándose un torneo para definir a la primera campeona, el cual fue ganado por Jessicka Havok. La campeona actual es Allysin Kay, quien se encuentra en su primer reinado.

## Historia
Del 5 de agosto al 2 de diciembre de 2017, AAW celebró un torneo para coronar a la campeona inaugural entre doce luchadoras: Allysin Kay, Britt Baker, Candice LeRae, Delilah Doom, Ivelisse, Jessicka Havok, Kylie Rae, Leah Vaughan, Rachael Ellering, Samantha Heights, Su Yung y Veda Scott. En las finales del torneo, Havok derrotó a Ellering e Ivelisse el 2 de diciembre de 2017 en AAW Legacy para convertirse en la primera campeona femenil.

## Campeonas

### Campeona actual
La actual campeona es Kris Statlander, quien se encuentra en su primer reinado como campeona. Statlander ganó el campeonato tras derrotar a la excampeona Jessicka Havok el 28 de diciembre de 2019 en AAW Windy City Classic XV.
Statlander todavía no registra hasta el 29 de junio de 2025 las siguientes defensas televisadas:

### Lista de campeonas
|   | Luchadora       | N.º | Fecha                   | Días | Show o evento              | Notas y referencias                                           |
| - | --------------- | --- | ----------------------- | ---- | -------------------------- | ------------------------------------------------------------- |
| 1 | Jessicka Havok  | 1   | 2 de diciembre de 2017  | 174  | AAW Legacy                 | Derrotó a Ivelisse y Rachael Ellering en la final del torneo. |
| 2 | Kimber Lee      | 1   | 25 de mayo de 2018      | 183  | AAW Take No Prisoners 2018 | [ 2 ]                                                         |
| 3 | Kylie Rae       | 1   | 24 de noviembre de 2018 | 112  | AAW Unstoppable            | [ 3 ]                                                         |
| 4 | Jessicka Havok  | 2   | 16 de marzo de 2019     | 287  | AAW Hell Hath No Fury      | [ 4 ]                                                         |
| 5 | Kris Statlander | 1   | 28 de diciembre de 2019 | 559  | AAW Windy City Classic XV  | Este es el reinado más largo de la historia del campeonato.   |
| 6 | Allysin Kay     | 1   | 9 de julio de 2021      | 140  | AAW United We Stand        | [ 6 ]                                                         |
| 7 | Skye Blue       | 1   | 26 de noviembre de 2021 | 154  | Windy City Classic XVI     |                                                               |
| 8 | Christi Jaynes  | 1   | 29 de abril de 2022     | 245  | Never Say Die              |                                                               |
| 8 | Masha Slamovich | 1   | 30 de diciembre de 2022 | 302  | Unstoppable                |                                                               |
| 9 | Sierra          | 1   | 28 de octubre de 2023   | 610+ | Unstoppable                |                                                               |

### Total de días con el título
La siguiente lista muestra el total de días que una luchadora ha poseído el campeonato si se suman todos los reinados que posee. Actualizado a la fecha del 29 de junio de 2025.
| + | Indica a la campeona actual |

| N.º | Campeona        | Reinados | Total de días |
| --- | --------------- | -------- | ------------- |
| 1   | Kris Statlander | 1        | 559           |
| 2   | Jessicka Havok  | 2        | 461           |
| 3   | Sierra          | 1        | 610+          |
| 4   | Masha Slamovich | 1        | 302           |
| 5   | Christi Jaynes  | 1        | 245           |
| 6   | Kimber Lee      | 1        | 183           |
| 7   | Skye Blue       | 1        | 154           |
| 8   | Allysin Kay     | 1        | 140           |
| 9   | Kylie Rae       | 1        | 112           |

### Mayor cantidad de reinados
| Reinados | Luchadora (s)  |
| -------- | -------------- |
| 2 veces  | Jessicka Havok |